# Peter Toft (maler)
 For alternative betydninger, se Peter Toft. (Se også artikler, som begynder med Peter Toft)
Peter Petersen Toft (2. maj 1825 i Kolding – 17. december 1901 i London) var en dansk landskabsmaler.
Peter Toft var søn af skræddermester, kaptajn i borgervæbningen Nicolai Peter Toft (1801-1894) og Andriette født Thrane (1800-1873), 17 år gammel gik han til søs, en tid med en hvalfanger, senere i nordamerikansk orlogstjeneste, men 1866 kom han på en udflugt i Montanabjergene således til skade ved et fald med hesten, at han måtte opgive sømandslivet. Tegnet havde han alt fra sin tidlige barndom; nu lagde han sig for alvor efter malerkunsten og uddannede sig uden at modtage nogen egentlig vejledning i kort tid til en dygtig akvarelist, der, navnlig i England og Amerika, vandt sig en stor kundekreds, bl.a. Harper's Magazine, ved sin livfulde behandling af emner, der for den overvejende del vare hentede fra egne uden for de alfare veje. Selv efter at han i halvfjerdserne havde taget bolig i London, tilbragte han en stor del af sin tid på vidtløftige rejser i Nord- og Sydamerika, Asien eller Nordafrika og malede der, hurtig til at opfatte og malerisk afgrænse et motiv og let på hånden som han var, en mangfoldighed af vandfarvebilleder, morsomme i kompositionen og kraftige i farvevirkningen, men i enkelthederne ikke altid uden præg af, at kunstneren ingen sinde havde gennemgået en grundig tegneskole. Toft fik på en Verdensudstilling i Sidney et æresdiplom, i København har han kun udstillet én gang, i 1879; flere af hans arbejder er ophængte i Krystalpaladset i London. Toft døde ugift i London 17. december 1901; den betydelige formue, han med stor flid og nøjsomhed havde samlet sig, og stiftede testamentarisk et legat til fordel for Børneasylet i Kolding.

## Ekstern henvisning
- Peter Toft på Kunstindeks Danmark/Weilbachs Kunstnerleksikon

## Reference
1. ↑  Koldinghus museum udstilling sølv kultur kunst historie – Toft, Peter (Webside ikke længere tilgængelig)